# Jovana Preković
Jovana Preković (serb. Јована Прековић; ur. 20 stycznia 1996) – serbska karateczka, mistrzyni olimpijska z Tokio.
Urodziła się w Szwajcarii, gdzie jej rodzice wówczas pracowali, a wychowała w Misači koło Aranđelovaca. Karate zaczęła trenować w 2001 roku w klubie Knjaz Aranđelovac.
W 2016 roku zdobyła brązowy medal mistrzostw Europy w kumite do 61 kg. Rok później została mistrzynią Europy w tej samej konkurencji. W 2018 roku została mistrzynią świata w kumite do 61 kg.
W 2021 roku została mistrzynią Europy oraz mistrzynią olimpijską w kumite do 61 kg. Była również chorążym reprezentacji Serbii podczas ceremonii zamknięcia igrzysk.
Ma dwie siostry, Jelenę i Ivanę oraz brata Iliję. Jedna z sióstr, Jelena, również reprezentowała Serbię w karate, jednakże z powodu kontuzji zakończyła karierę. Jest studentką wydziału sportu uniwersytetu Union im. Nikoli Tesli w Belgradzie. Jej trenerką od początku kariery jest Roksanda Atanasov.